# Rhodocyclaceae
Rhodocyclaceae es una familia de bacterias gram negativas en el orden Rhodocyclales, en el subgrupo beta de Pseudomonadota. Incluye muchos géneros trasladados desde la familia Pseudomonadaceae. La familia contiene principalmente bacterias con forma de bacilo aerobias y desnitrificantes, que exhiben capacidades metabólicas muy versátiles. La mayoría de las especies viven en hábitats acuáticos y prefieren condiciones oligotróficas. Muchas proliferan en aguas residuales y juegan un importante papel en biorremediación, por ejemplo, Zoogloea. 
El género que da nombre al grupo, Rhodocyclus es bastante atípico en el grupo, pues el único fototrofo entre ellos. Rhodocyclus sp. realizan la fotosíntesis anoxígena bajo condiciones anóxicas de forma similar a otros géneros de proteobacterias alpha. La especie Rhodocyclus purpureus también se diferencia de los otros miembros de la familia (incluyendo otras especies Rhodocyclus) por la forma anular de su célula que lleva los dos extremos de la célula hasta casi tocarse y que ha inspirado su nombre.
- Datos: Q147217
- Especies: Rhodocyclaceae